# Jorge Trinidad
Jorge Luís Trinidad Ferreira, noto semplicemente come Jorge Trinidad (Tacuarembó, 1º maggio 1993), è un calciatore uruguaiano, attaccante dell'Huracán Buceo.

## Caratteristiche tecniche
È un centravanti.

## Carriera
Cresciuto nel settore giovanile dell'Albion, nel 2015 è stato acquistato dall'Huracán con cui ha debuttato il 5 marzo 2016 in occasione dell'incontro di Segunda División Profesional vinto 2-1 contro il Torque.